# دشت مورد (میشان)
دشت مورد یک روستا در ایران است که در دهستان میشان شهرستان ممسنی در استان فارس واقع شده‌است. دشت مورد ۲۰ نفر جمعیت دارد.

## جمعیت
این روستا در بخش ماهورمیلاتی قرار دارد و براساس سرشماری مرکز آمار ایران در سال ۱۳۸۵، جمعیت آن ۲۰ نفر (۴ خانوار) بوده‌است.